# Liste der denkmalgeschützten Objekte in Wienerwald (Gemeinde)
Die Liste der denkmalgeschützten Objekte in Wienerwald enthält die 9 denkmalgeschützten, unbeweglichen Objekte der Gemeinde Wienerwald.

## Denkmäler
| Foto |                 | Denkmal | Standort                                            | Beschreibung | Metadaten |
| ---- | --------------- | --- | --------------------------------------------------- | --- | --- |
| ja   | Datei hochladen | Ortskapelle hl. Anna HERIS-ID: 68517 Objekt-ID: 81526                                                       | bei Ortsstraße 107 Standort KG: Dornbach            | Schlichte Kapelle mit Satteldach und Bezeichnung 1857 | BDA-Hist.: Q38119907 Status: § 2a Stand der BDA-Liste: 2025-06-30 Name: Ortskapelle hl. Anna GstNr.: 451 Ortskapelle Dornbach, Wienerwald                                                           |
| ja   | Datei hochladen | Ortskapelle, profanierte Leonardikapelle HERIS-ID: 68516 Objekt-ID: 81525 marterl.at: 20482                 | Bachgasse 3, bei Standort KG: Grub                  | Der Vorgängerbau war eine Kapelle, die anlässlich einer Tierseuche im Jahr 1755 gebaut und vom Heiligenkreuzer Abt Fritz Alberich dem heiligen Leonhard geweiht wurde. Im Jahr 1894 brannte das Dach mit dem Nachbarhaus ab. Im Jahr 1895 wurde der derzeitige neoromanische Bau durch den Architekten Dominik Avanzo errichtet. 1950 erhielt die Kapelle zwei Glocken. | BDA-Hist.: Q38119896 Status: § 2a Stand der BDA-Liste: 2025-06-30 Name: Ortskapelle, profanierte Leonardikapelle GstNr.: 465                                                                        |
| ja   | Datei hochladen | Pfarrhof HERIS-ID: 68527 Objekt-ID: 81536                                                                   | Heiligenkreuzer Straße 22 Standort KG: Sittendorf   | Zweigeschoßiger Bau mit Walmdach aus der zweiten Hälfte des 18. Jahrhunderts | BDA-Hist.: Q38119944 Status: § 2a Stand der BDA-Liste: 2025-06-30 Name: Pfarrhof GstNr.: 612 Pfarrhof Sittendorf                                                                                    |
| ja   | Datei hochladen | Kath. Pfarrkirche hl. Johannes der Täufer und ehem. Friedhofsfläche HERIS-ID: 50590 Objekt-ID: 55699        | Lärbaumweg 18, bei Standort KG: Sittendorf          | Im 17./18. Jahrhundert umorientierte im Kern romanische Pfarrkirche | BDA-Hist.: Q38041032 Status: § 2a Stand der BDA-Liste: 2025-06-30 Name: Kath. Pfarrkirche hl. Johannes der Täufer und ehem. Friedhofsfläche GstNr.: 608 Pfarrkirche Sittendorf                      |
| ja   | Datei hochladen | Schloss Wildegg HERIS-ID: 59555 Objekt-ID: 70951                                                            | Wildeggerstraße 41 Standort KG: Sittendorf          | Mittelalterliche Höhenburg aus dem 12. Jahrhundert, um 1600 Renaissance-Umbau | BDA-Hist.: Q1014587 Status: § 2a Stand der BDA-Liste: 2025-06-30 Name: Schloss Wildegg GstNr.: 630, 192 Burg Wildegg, Sittendorf                                                                    |
| ja   | Datei hochladen | Bildstock Hl. Maria im Walde HERIS-ID: 87926 Objekt-ID: 102384 marterl.at: 20325                            | Standort KG: Sittendorf                             | Tabernakelbildstock an der Grenze des Gründungsgebietes von Stift Heiligenkreuz bezeichnet 1723, mit 1989 neu gemalten Bildtafeln | BDA-Hist.: Q37722987 Status: § 2a Stand der BDA-Liste: 2025-06-30 Name: Bildstock Hl. Maria im Walde GstNr.: 510/1 Bildstock hl. Maria im Walde                                                     |
| ja   | Datei hochladen | Villa Luise HERIS-ID: 88100 Objekt-ID: 102623                                                               | Dr.-Löwy-Gasse 85 Standort KG: Sulz im Wienerwald   | Die Jugendstilvilla wurde 2001 renoviert und gehört der Gemeinde Wienerwald. Die Wohnungen werden als Gemeindewohnungen vermietet. | BDA-Hist.: Q37723681 Status: § 2a Stand der BDA-Liste: 2025-06-30 Name: Villa Luise GstNr.: .86 |
| ja   | Datei hochladen | Kath. Pfarrkirche Mariä Namen und Figurenbildstöcke hll. Petrus und Paulus HERIS-ID: 68521 Objekt-ID: 81530 | Kirchenplatz 7, bei Standort KG: Sulz im Wienerwald | 1783 von Philipp Schlucker erbaute spätbarocke Saalkirche | BDA-Hist.: Q38119924 Status: § 2a Stand der BDA-Liste: 2025-06-30 Name: Kath. Pfarrkirche Mariä Namen und Figurenbildstöcke hll. Petrus und Paulus GstNr.: .1, 259/1 Pfarrkirche Sulz im Wienerwald |
| ja   | Datei hochladen | Pfarrhof HERIS-ID: 68522 Objekt-ID: 81531                                                                   | Kirchenplatz 2 Standort KG: Sulz im Wienerwald      | Zweigeschoßiger Bau mit Walmdach von Philipp Schlucker aus dem späten 18. Jahrhundert | BDA-Hist.: Q38119934 Status: § 2a Stand der BDA-Liste: 2025-06-30 Name: Pfarrhof GstNr.: .2 |